# Ayago
Ayago es un despoblado que actualmente forma parte del concejo de Izarza, que está situado en el municipio de Bernedo, en la provincia de Álava, País Vasco (España).

## Toponimia
A lo largo de los siglos ha sido conocido con los nombres de Ayago y Villarrosa.

## Historia
Documentado desde 1483, formaba parte de Berroci.
Actualmente sus tierras están situadas en el despoblado de Izarza , con el nombre de Aiago, y forman parte, con una fracción de dicho despoblado, del Campo de Maniobras de Berroci de la Ertzaintza.